# Борис Козов
Борис Тр. Козов или Колозов е български революционер, деец на Вътрешната македонска революционна организация.

## Биография
Роден е на 25 юни 1899 година в гевгелийската паланка Богданци, тогава в Османската империя. В родното си село получава основно образование. След това завършва прогимназия в Гевгели, като след прогимназията заминава да учи в Солунската гимназия. По време на учението му в гимназията избухва Балканската война, поради което Козов напуска училището и се завръща в родното Богданци.
Борис Козов се присъединява към ВМРО в 1922 година. Назначен е за войвода в Солунския революционен окръг. В 1924 година е касиер-счетоводител на Светиврачкия пункт на ВМРО. В 1924 година е изпратен от Алеко Василев и Георги Атанасов в София, за да научи дали Петко Д. Петков е убит по заповед на Тодор Александров, за да може тази информация да се използва срещу него.
След убийството на Александър Протогеров през 1928 година минава на страната на протогеровистите заедно с окръжния председател Михаил Шкартов. Участва в протогеровистката експедиция към Петрички окръг, като четата им е разбита при Юндола от михайловистката чета на Георги Настев и Стоян Вардарски. Убит е в края на август 1928 година в Пирин край Банско.
- Писмо от заловените Борис Изворски, Георги Наков, Борис Козов, Пандо Кицов, Васил Запрев, Паско (Спас) Вергов, Спас Стоянов и Христо Андонов до Георги Баждаров, Кирил Пърличев, Наум Томалевски, Перо Шанданов и Мишо Шкартов от „По стъпките на Стоян Мишев и Тодор Паница“.